# Гней Арулен Целий Сабин
Гней Арулен Целий Сабин (на латински: Gnaeus Arulenus Caelius Sabinus) е политик и прочут учен-юрист на Римската империя през 1 век.
Сабин е определен още от император Нерон или Галба за консул и Вителий е съгласен с това. През май-юни 69 г. той е суфектконсул заедно с Тит Флавий Сабин.
Сабин е роднина с император Веспасиан. Той е председател на сабинианското училище и написва Libri de edicto aedilium curulium.